# American Athletic Conference
L'American Conference (chiamata anche American), conosciuta prima di luglio 2025 come American Athletic Conference (chiamata anche The American o AAC) è una conferenza atletica collegiale americana, con 14 università membri e sei università associate che competono nella Division I della National Collegiate Athletic Association (NCAA). Le università membri rappresentano una gamma di università pubbliche e private di varie dimensioni di iscrizione situate principalmente nelle aree metropolitane urbane nel Northeastern, nel Midwest e nel Southern.
Il campionato è il prodotto di notevoli turbolenze nel vecchio Big East durante il periodo di riallineamento della conferenza 2010-14. L'American ha sede a Irving, in Texas ed è guidata dal commissioner Tim Pernetti.
Il 21 luglio 2025, la conferenza annunciò di aver rimosso la parola "Athletic" dal suo nome, diventando semplicemente American Conference. Anche la forma abbreviata di "AAC", utilizzata più dai media che dalla conferenza, è stata ritirata. La forma abbreviata ufficiale è ora "American".

## Squadre attuali
- Charlotte 49ers
- East Carolina Pirates
- Florida Atlantic Owls
- Memphis Tigers
- North Texas Mean Green
- Rice Owls
- South Florida Bulls
- Temple Owls
- Tulane Green Wave
- Tulsa Golden Hurricane
- UAB Blazers
- UTSA Roadrunners
- Wichita State Shockers – nessuna squadra di football americano

## Membri associati
- Army Black Knights – football americano
- FIU Panthers – calcio maschile, nuoto e tuffi femminili
- James Madison Dukes – lacrosse femminile, nuoto e tuffi femminili
- Liberty Lady Flames – nuoto e tuffi femminili
- Marshall Thundering Herd – nuoto e tuffi femminili
- Missouri State Bears – calcio maschile
- Navy Midshipmen – football americano
- Old Dominion Monarchs – lacrosse femminile
- Vanderbilt Commodores – lacrosse femminile